# Бетау
Бетау (нем. Bethau) — коммуна в Германии, районный центр, расположен в земле Саксония-Анхальт. 
Входит в состав района Виттенберг. Подчиняется управлению Аннабург.  Население составляет 182 человека (на 31 декабря 2006 года). Занимает площадь 5,67 км². Официальный код  —  15 1 71 009.